# Émile Clody
Émile Marcel Clody (ur. 7 sierpnia 1903 w Paryżu, zm. 28 czerwca 1960 w Clichy) – francuski zapaśnik walczący w stylu klasycznym. Dwukrotny olimpijczyk. Zajął piętnaste miejsce w Paryżu 1924 i ósme w Amsterdamie 1928. Walczył w wadze średniej i półciężkiej.

## Letnie Igrzyska Olimpijskie 1924
| Konkurencja          | Rundy eliminacyjne      | Rundy eliminacyjne   | Rundy eliminacyjne     | Klas. końcowa |
| Konkurencja          | Przeciwnik I            | Przeciwnik II        | Przeciwnik III         | Miejsce       |
| -------------------- | ----------------------- | -------------------- | ---------------------- | ------------- |
| 75 kg styl klasyczny | Jules Grandjean (SUI) Z | Tayyar Yalaz (TUR) P | Oldřich Pštros (CSK) P | 15.           |

## Letnie Igrzyska Olimpijskie 1928
| Konkurencja        | Rundy eliminacyjne | Rundy eliminacyjne     | Rundy eliminacyjne  | Klas. końcowa |
| Konkurencja        | Przeciwnik I       | Przeciwnik II          | Przeciwnik III      | Miejsce       |
| ------------------ | ------------------ | ---------------------- | ------------------- | ------------- |
| 82,5 kg styl wolny | A. Şefik (TUR) Z   | Nicolas Appels (BEL) P | Imre Szalay (HUN) Z | 8.            |